# ハインリヒ・バッハ
ハインリヒ・バッハ（Heinrich Bach, 1615年9月16日 - 1692年7月10日）は、ドイツの作曲家、オルガニスト。音楽一族バッハ家出身で、著名な音楽家ヨハン・ゼバスティアン・バッハの大叔父（祖父の兄弟）にあたる。

## 生涯
ヴェヒマル出身。幼時に父を亡くした後、長兄のヨハネス・バッハから音楽教育を受けた。ヨハネスとハインリヒはヴェヒマルからズール、ついでシュヴァインフルトに移った。1635年にヨハネスがエアフルトの楽師に就任すると、そのもとで楽隊に加わった。1641年にアルンシュタットの聖マリア教会と上教会のオルガニストとなり、死去するまで50年余りその職を務めた。
1642年にズールの都市楽師ヨハネス・クリストフ・ホフマンの娘エヴァ・ホフマンと結婚し、ヨハン・クリストフ・バッハ、ヨハン・ミヒャエル・バッハ、ヨハン・ギュンター・バッハの3人の息子をもうけ、いずれも音楽家になった。バッハ家のなかで彼の系統をアルンシュタット系統という。

## 作品
- ああ、私の頭が水で満ちていたなら
- キリエ
- 5声のソナタ
- われを憐れみたまえ、おお主なる神よ

## 文献
- Diccionario Enciclopédico de la Música Música Maestro, Editorial Rombo, 1996, ISBN 8482570323
- Musicalia, Enciclopedia y Guía de la Música Clásica, Editorial Salvat, 1986, ISBN 84-7137-872-8
- Larousse de la musique, Librairie Larousse, 1957